# Хайинген
Хайинген (нем. Hayingen) — город в Германии, в земле Баден-Вюртемберг. 
Подчинён административному округу Тюбинген. Входит в состав района Ройтлинген.  Население составляет 2127 человек (на 31 декабря 2010 года). Занимает площадь 63,31 км². Официальный код  —  08 4 15 034.
Город подразделяется на 5 городских районов.

## Достопримечательности
В центре старого города расположен целый ряд исторических зданий, между прочего ратуша, старый госпиталь (1536 г.), церковь св. Вита (XIII в.) и частично сохранившаяся городская стена.
Кроме прочего, вдоль долины Лаутера расположено множество старинных замков (большей частью руины):
- Замок Дернек (ок. 1350 г.)
- Замок Вайлер (ок. 1100 г.)
- Замок Шюльцбург (XII в.)
- Замок Вартштайн (XIII в.)
- Замок Майзенбург (XII в.)